# Gilberto Mora Olayo
Gilberto Mora Olayo (Ciudad de México, 4 de febrero de 1976) es un exfutbolista y entrenador mexicano; se desempeñaba en la posición de mediocampista por izquierda.
Es padre del también futbolista Gilberto Mora Zambrano, elemento de Club Tijuana.

## Trayectoria

### Futbolista
Debutó con los Diablos Rojos del Toluca en el torneo Verano 1997. Entre 1998 y 2001, jugó en la División de Plata, para Atlético Mexiquense, Real Cuautitlán, Tigres B y Bachilleres; en el Verano 2002 regresó a la Primera División de México con Veracruz. 
Para el Apertura 2002 fue fichado por Jaguares de Chiapas. Es gratamente recordado por la afición, ya que un gol suyo significó la salvación del descenso en la última Jornada del Clausura 2003.
Permaneció con los Naranjas durante seis años alternando partidos con Jaguares B y Petroleros de Salamanca, filiales del conjunto chiapaneco en la Primera División 'A'.
Tuvo un último ciclo con Jaguares durante el Clausura 2009.
Estuvo durante dos etapas con el Club Puebla, la primera en el Apertura 2008 y después durante la Temporada 2009-2010, jugando en 32 ocasiones. 
De cara al Apertura 2010, fue contratado por el Club Tijuana de la Liga de Ascenso de México. Con los Xoloitzcuintles ganó el Apertura 2010 y la Final de Ascenso 2010-11.  Se retiró con el Xolaje en junio del 2011.

### Entrenador
Del 1 de julio de 2015 al 8 de junio de 2021, Gilberto Mora dirigió al equipo Sub-17 de Xolos.
Al frente del conjunto Sub-14 de Xolos obtuvo el título de la categoría en el torneo Apertura 2023.

## Estadísticas

### Futbolista
| Club                | País                | Año           | Partidos | Goles |
| ------------------- | ------------------- | ------------- | -------- | ----- |
| Toluca              | México              | 1994-1997     | 2        | 0     |
| Atlético Mexiquense | México              | 1998          | 11       | 0     |
| Real Cuautitlán     | México              | Verano 1999   | 16       | 0     |
| Bachilleres         | México              | 1999-2000     | 34       | 3     |
| Tigres B            | México              | 2000-2001     | 30       | 2     |
| Veracruz            | México              | Verano 2002   | 2        | 0     |
| Jaguares de Chiapas | México              | 2002-2008     | 94       | 3     |
| Salamanca (Cárnet)  | México              | Clausura 2006 | 1        | 0     |
| Jaguares B (Cárnet) | México              | Apertura 2007 | 1        | 0     |
| Club Puebla         | México              | Apertura 2008 | 15       | 2     |
| Jaguares de Chiapas | México              | Clausura 2009 | 26       | 0     |
| Jaguares B (Cárnet) | México              | Clausura 2009 | 3        | 1     |
| Club Puebla         | México              | 2009-2010     | 32       | 0     |
| Club Tijuana        | México              | 2010-2011     | 27       | 3     |
| Total en su carrera | Total en su carrera | 1994-2011     | 294      | 14    |

### Partidos y goles
| Competencia                | Partidos | Goles |
| -------------------------- | -------- | ----- |
| Primera División de México | 168      | 5     |
| Liga de Ascenso de México  | 121      | 9     |
| InterLiga                  | 5        | 0     |
| Total                      | 294      | 14    |

## Palmarés

### Futbolista
Campeonatos nacionales 
| Categoría                 | Título                | Club         | País   |
| ------------------------- | --------------------- | ------------ | ------ |
| Liga de Ascenso de México | Apertura 2010         | Club Tijuana | México |
| Liga de Ascenso de México | Final de Ascenso 2011 | Club Tijuana | México |